# 石麟
石麟（1473年—1556年），字天瑞，直隶保定府完縣人，明朝政治人物。

## 生平
治《詩經》，行一，由完县增广生中式正德二年（1507年）丁卯科順天府鄉試第三十八名舉人，年三十六歲中式正德三年（1508年）戊辰科會試第三百五名，第三甲第二百二十二名進士。授户部主事，历郎中，出知太原府，拒絕收受羡馀千金，審理五十件冤案，有古循良风。不久請求辭官回鄉，浪迹竹林，寄傲诗社，年八十四，嗜学教子不倦，死後入祀乡贤祠。

## 家族
曾祖石貴。祖父石景秀。父石亮。母张氏。具庆下。